# Rubén Magnano
Rubén Magnano, né le 9 octobre 1954 à Villa María, dans la province de Córdoba, en Argentine, est un entraîneur argentin de basket-ball.

## Carrière
En mars 2021, il intègre le FIBA Hall of Fame (promotion 2020).

## Palmarès
- Champion olympique 2004
- Champion des Amériques 2001
- Finaliste du championnat du monde 2002
- Finaliste du championnat des Amériques 2003